# Bella Block: Das schwarze Zimmer
Das schwarze Zimmer ist ein deutscher Fernsehfilm aus dem Jahr 2010. Es handelt sich um den 29. Filmbeitrag der ZDF-Kriminalfilmreihe Bella Block. Der Film entstand unter der Regie von Rainer Kaufmann.

## Handlung
Ulrike Andersson, die vor sieben Jahren verschwunden ist, wird nun tot aufgefunden. Die Leiche hat mehrere Jahre im Wasser gelegen und wurde jetzt erst entdeckt. Der Oberstaatsanwalt, Dr. Mehlhorn, konnte damals bei den Ermittlungen nicht nachweisen, dass Gunnar Andersson, der Ehemann der Toten, seine Frau getötet hat. Da es zum damaligen Zeitpunkt keine Leiche gab, kam es zum Freispruch. Bella Block fliegt nur widerwillig nach Schweden, um dort den Fall neu aufzurollen, denn eigentlich hat sie den Dienst quittiert und sie leidet nach dem Anschlag auf sie noch immer unter Panikattacken. Im Gegensatz zu Dr. Mehlhorn hält sie aber den Ehemann für unschuldig und das würde sie gern beweisen.
Andersson arbeitet als Immobilienmakler und unter dem Vorwand, sich ein Haus mieten zu wollen, macht sich Bella mit Anderssons bekannt. Schon bald entwickelt sich eine seltsam vertraute Beziehung zwischen den beiden und Andersson macht kein Geheimnis aus seiner Vergangenheit. Martensen ermittelt auf Bellas Hinweis in Hamburg gegen die mittlerweile erwachsenen Kinder Anderssons. Sie scheinen ihren Vater zu hassen und waren die Hauptbelastungszeugen gegen ihn. Bella kontaktiert derweil Eric Dahlgren, einen Mitarbeiter der schwedischen Polizei, der mit Anderssons Fall betraut ist. Hier erfährt sie von einem weiteren Vermisstenfall. Auffallend ist, dass Andersson dieses Opfer kannte und geschäftlich mit der Frau zu tun hatte. Um Andersson besser einschätzen zu können, befragen Dahlgren und Block dessen Mutter und erfahren so viel über die recht unglückliche Kindheit ihres Sohnes.
Von Bellas neuer Mitbewohnerin Leonie erfährt Martensen von den Panikattacken seiner Kollegin und so reist er aus Sorge kurzerhand nach Stockholm. Bella spannt ihn auch gleich in ihre Ermittlungen ein und schickt ihn, unter dem Vorwand, ein Haus kaufen zu wollen, zu Andersson. Da es dem Makler seltsam vorkommt, dass sich in so kurzer Zeit schon wieder ein Kunde aus Hamburg meldet, recherchiert er über Martensen und findet heraus, dass er Polizist ist. So lockt er ihn in ein abgelegenes Haus, schlägt ihn nieder und sperrt ihn in einem Sarg ein. Bella sieht sich unterdessen in Anderssons Wohnung um und ihr kommen mehr und mehr Zweifel an der Unschuld des Mannes. Am Ende findet sie sogar ein kleines Fotoalbum, in welchem er Aufnahmen seiner Frau im Todeskampf festgehalten hat. Als Andersson überraschend nach Hause zurückkehrt, konfrontiert sie ihn mit ihrer Entdeckung. Nun gibt er zu, dass er nicht zulassen wollte, von seiner Frau verlassen zu werden. Bei dem zweiten Opfer hätte er lediglich dafür gesorgt, dass die Leiche verschwindet, nachdem sich die Frau in dem Haus, das sie gerade von ihm gekauft hatte, mit Tabletten umgebracht hatte. Er befürchtete, dass ein erneuter Todesfall in seinem Umfeld die Polizei misstrauisch hätte werden lassen. Bereitwillig verrät er Bella, wo er ihren Kollegen gefangen hält, sodass sie ihn befreien kann. Andersson bittet die Kommissarin noch einmal seine Mutter und sein Zuhause sehen zu dürfen. Sie willigt ein und begleitet ihn. Doch kann sie es leider nicht verhindern, dass er sich dort selbst richtet und sich stranguliert, nachdem er zuvor seinen Stiefvater getötet hatte.

## Hintergrund
Das Schwarze Zimmer wurde von der UFA Fernsehproduktion im Auftrag des ZDF produziert. Der Film wurde in Hamburg und Schweden gedreht und am 13. Oktober 2010 um 20:15 Uhr im ZDF erstausgestrahlt.

## Rezeption
Rainer Tittelbach schrieb in seiner Rezension zu Das schwarze Zimmer, dass die Folge „kriminalistischer Logik und dem „Realismus“ eines Fernsehkrimis“ entbehre, jedoch ein „atmosphärestarker Film“ sei, der „90 aufregende Minuten“ biete.
Bei Quotenmeter.de wertete Jakob Bokelmann: „Das eigentliche Ende wirkt […] zwar etwas pathetisch übereilt und allzu dramatisch, dennoch ist ‚Bella Block: Das schwarze Zimmer‘ ein mitreißender Film, der es geschafft hat, dem Format nochmals eine neue Dimension zu schenken und es dennoch wie gewohnt wagt, seelische Untiefen und Traumata zu thematisieren. Fans werden die neue Bella Block lieben, Krimiliebhaber die unkonventionelle Handlung genießen.“
Kino.de urteilte: „Das Zusammenspiel zwischen Hannelore Hoger und Wallander-Darsteller Rolf Lassgard ist schlichtweg großartig. Lassgard macht die Vielschichtig- und -gesichtigkeit seines vom Schicksal gebeutelten Charakters offenbar. Hoger verkörpert bei aller beibehaltenen Resolutheit und Widerborstigkeit die neue Verletzlichkeit Bellas ganz wunderbar. Regisseur Rainer Kaufmann hat einmal mehr einen Film geschaffen, der in Erinnerung bleiben wird.“
Die Kritiker der Fernsehzeitschrift TV Spielfilm vergaben dagegen nur eine mittlere Wertung (Daumen gerade) und fanden den Krimi „Düster [und] unstimmig.“